# Parafia św. Anny w Gliwicach
Parafia św. Anny w Gliwicach – parafia rzymskokatolicka w Gliwicach w dzielnicy Łabędy, należy do dekanatu Gliwice-Łabędy w diecezji gliwickiej.

## Historia
W 1982 roku parafia Wniebowzięcia NMP zakupiła działkę na punkt duszpastersko-katechetyczny i otrzymała zgodę na budowę kościoła w rejonie osiedli Przysłówka i Kosmonautów. Sprawami budowy zajmował się ks. Piotr Kansy. Budowę domu katechetycznego i plebanii rozpoczęto w 1983 roku, a kościoła rok później. 
Parafia została erygowana 25 grudnia 1984 roku przez ordynariusza opolskiego bpa Alfonsa Nossola, a kościół parafialny został konsekrowany 14 października 1990 roku. Proboszczem parafii został ks. Piotr Kansy.
Najpierw ukończono dom katechetyczny, w 1886 roku plebanię, a w 1990 roku został konsekrowany kościół.

## Parafia
- Parafian: 7180
- Odpust parafialny: 26 lipca
- Wieczysta adoracja: 2 grudnia

## Proboszczowie
- ks. Piotr Kansy (1985–2018)[2]
- ks. dr Damian Dolnicki (2018–)[2]

## Grupy parafialne
- Ministranci
- Caritas
- Chór Cantabile
- Dzieci Maryi
- Rodziny szensztackie
- Róże Różańcowe
- Młodzież parafii
- Schola dziecięca
- Krąg biblijny
- Katecheza dla dorosłych
- Grupa modlitewna mężczyzn